# Olesia Dereza
Olesia Dereza –en ucraniano, Олеся Дереза– es una deportista ucraniana que compitió en triatlón. Ganó una medalla de oro en el Campeonato Europeo de Triatlón de 2009, en la prueba de relevo mixto.

## Palmarés internacional
| Campeonato Europeo | Campeonato Europeo    | Campeonato Europeo | Campeonato Europeo |
| Año                | Lugar                 | Medalla            | Prueba             |
| ------------------ | --------------------- | ------------------ | ------------------ |
| 2009               | Holten (Países Bajos) | Medalla de oro     | Relevo mixto       |